# 比拉戈·迪奥普
比拉戈·迪奥普 （Birago Diop，1906年12月11日—1989年11月25日），塞内加尔诗人，1930年代黑人传统文化运动中活跃的作家，十分擅长说故事。他同时也是兽医和外交官。迪奥普以讲故事闻名，最著名的作品是《阿马杜·庫巴的故事》（1947）。